# Oplonia tetrasticha
Oplonia tetrasticha là một loài thực vật có hoa trong họ Ô rô. Loài này được (C. Wright ex Griseb.) Stearn mô tả khoa học đầu tiên năm 1971.